# Vitus Bacheneder
Vitus Bacheneder (* um 1600 in Ingolstadt; † 1666 in Niederaltaich) war ein Benediktiner und von 1651 bis 1666 Abt der Abtei Niederaltaich.
Vitus Bacheneder hatte zunächst an der Universität Ingolstadt studiert, bevor er 1624 als Novize in das Kloster Niederaltaich eintrat. Im Auftrag des Abtes ging er zum Weiterstudium an die Karls-Universität Prag, wo ihn Kardinal Ernst Adalbert von Harrach 1631 zum Priester weihte; seine Primiz feierte er anschließend in Kloster Kladruby. Nach Jahren in der Seelsorge wurde er 1641 nach Niederaltaich zurückberufen und im folgenden Jahr als Pfarrer in Spitz an der Donau eingesetzt. 1650 wurde er Pfarrer von Regen und noch in demselben Jahr Propst von Kloster Rinchnach, bevor er 1651 zum Abt von Niederaltaich gewählt wurde.
Nach dem Dreißigjährigen Krieg, der das Kloster in Schulden hinterlassen hatte, schuf Vitus Bacheneder die Grundlagen für die wirtschaftliche Blüte des Klosters in der Barockzeit. So ließ er ein vierbändiges Verzeichnis der Klosterbesitzungen erstellen und verfasste für den Konvent neue Statuten, die 1654 durch den Passauer Fürstbischof Leopold Wilhelm von Österreich bestätigt wurden.  1659 wurde ein Teil der Abteigebäude, darunter auch der Bücherbestand, durch einen Brand vernichtet, worauf Abt Bacheneder unmittelbar mit dem Wiederaufbau begann. Sein Beitrag zur Ausstattung der mittelalterlichen Klosterkirche wurde fünf Jahre nach seinem Tod 1671 durch einen erneuten Brand zerstört. Er selbst wurde in der Marienkapelle der Kirche bestattet.